# Torri di Latemar
Le Torri di Latemar est un sommet des Dolomites culminant à 2 814 mètres d'altitude et situé dans la province autonome de Trente, dans le Trentin-Haut-Adige. Il appartient au chaînon du Latemar.

## Sources
- (it) Cet article est partiellement ou en totalité issu de l’article de Wikipédia en italien intitulé « Torri di Latemar » (voir la liste des auteurs).